# Жимолость сплетённая
Жимолость сплетённая (лат. Lonicera implexa) — полукустарник семейства жимолостных.
Многолетний вечнозелёный полукустарник с голыми сине-зелёными ветвями, высотой от 1 до 3, в исключительных случаях до 7 метров. Цветы сначала желтоватые, затем красноватые. Цветёт с февраля по май. Плоды — яйцевидные ягоды, красновато-оранжевые в конце срока созревания. Кожистые листья находятся на противоположных сторонах, от 2 до 8 сантиметров в длину и от 2 до 4 см, реже всего 0,5 сантиметров в ширину. Верх тёмно-зелёный и глянцевый, низ сине-зелёный, края прозрачные.
Растение распространилось на все страны, граничащие со Средиземным морем к востоку в Грецию. Произрастает в лесах, маквисах, живых изгородях, а также как декоративное растение.
- Цветки
- Плоды